# Leichtathletik-Asienmeisterschaften 2007
Die 17. Leichtathletik-Asienmeisterschaften wurden vom 25. bis 29. Juli 2007 in Amman, Jordanien ausgetragen. Aufgrund der Unruhen im Libanon wurde die Austragung kurz vor Beginn nach Jordanien verlegt. Länder wie die Volksrepublik China schickten ihre besten Athleten nicht, sondern bereiteten sich stattdessen auf die Leichtathletik-Weltmeisterschaften 2007 vor, die einen Monat später stattfanden.

## Teilnehmende Nationen
| - Afghanistan - Bahrain - Bangladesch - Volksrepublik China - Chinesisch Taipeh - Hongkong - Indien - Indonesien - Iran | - Japan - Jordanien - Kasachstan - Korea, Demokratische Volksrepublik - Korea, Republik - Kuwait - Kirgisistan - Libanon | - Macau - Malaysia - Malediven - Nepal - Pakistan - Palästina - Philippinen - Katar | - Saudi-Arabien - Singapur - Syrien - Tadschikistan - Thailand - Usbekistan - Vietnam - Jemen |

## Männer

### 100 m
| Platz | Athlet               | Land | Zeit (s) |
| ----- | -------------------- | ---- | -------- |
| 1     | Samuel Francis       | QAT  | 9,99     |
| 2     | Masahide Ueno        | JPN  | 10,26    |
| 3     | Al-Waleed Abdulla    | QAT  | 10,30    |
| 4     | Wachara Sondee       | THA  | 10,36    |
| 5     | Siriroj Darasuriyong | THA  | 10,36    |
| 5     | Umnrisa Surehdra     | LKA  | 10,36    |
| 7     | Lim Hee-Nam          | KOR  | 10,42    |
| 8     | Yahya al-Gahes       | SAU  | 10,44    |

Wind: +0,9 m/s

### 200 m
| Platz | Athlet                    | Land  | Zeit (s) |
| ----- | ------------------------- | ----- | -------- |
| 1     | Kenji Fujimitsu           | JPN   | 20,85    |
| 2     | Ibrahim Abdulla al-Waleed | QAT   | 20,98    |
| 3     | Khalil al-Hanahneh        | JOR   | 21,03    |
| 4     | Tang Yik Chun             | CN-HK | 21,44    |
| 5     | Leung Ki Ho               | CN-HK | 21,46    |
| 6     | Lee Jun-woo               | KOR   | 21,57    |
| 7     | Ahmad Sumarsono Sakeh     | IDN   | 21,58    |
| 6     | Liang Tse-Ching           | TPE   | 21,62    |

Wind: +0,8 m/s

### 400 m
| Platz | Athlet               | Land | Zeit (s) |
| ----- | -------------------- | ---- | -------- |
| 1     | Prasanna Amarasekara | LKA  | 46,71    |
| 2     | Reza Bouazar         | IRN  | 46,90    |
| 3     | Mohammad Akefian     | IRN  | 46,93    |
| 4     | K. M. Mathew         | IND  | 46,94    |
| 5     | Ashok Jayasundara    | LKA  | 47,07    |
| 6     | Boris Chämsin        | KAZ  | 47,57    |
| 7     | Ismail al-Sabiani    | SAU  | 48,20    |
| –     | Amran Raj Krishnan   | MYS  | DNS      |

### 800 m
| Platz | Athlet                | Land | Zeit (s) |
| ----- | --------------------- | ---- | -------- |
| 1     | Mohammed al-Salhi     | SAU  | 1:51,73  |
| 2     | Sajjad Moradi         | IRN  | 1:52,22  |
| 3     | Abubaker Ali Kamal    | QAT  | 1:52,88  |
| 4     | Ali al-Deraan         | SAU  | 1:53,50  |
| 5     | Rajeev Ramesan        | IND  | 1:55,16  |
| 6     | Suresh Siddapurage    | LKA  | 1:56,27  |
| 7     | Ehsan Mohajer Shojaei | IRN  | 1:57,81  |
| 8     | Francis Sagayaraj     | IND  | 2:02,43  |

### 1500 m
| Platz | Athlet               | Land | Zeit (s) |
| ----- | -------------------- | ---- | -------- |
| 1     | Mohammed Shaween     | SAU  | 3:46,85  |
| 2     | Sajjad Moradi        | IRN  | 3:47,01  |
| 3     | Abubaker Ali Kamal   | QAT  | 3:47,22  |
| 4     | Chatholi Hamza       | IND  | 3:49,11  |
| 5     | Bashar al-Kafrini    | JOR  | 3:51,71  |
| 6     | Sajeesh Joseph       | IND  | 3:53,89  |
| 7     | Denis Bagrew         | KGZ  | 3:54,18  |
| 8     | Vadivellan Mahendran | MYS  | 3:55,57  |
| 9     | Juri Tschetschun     | KGZ  | 3:56,79  |
| 10    | Fumikazu Kobayashi   | JPN  | 3:58,25  |
| 11    | Saputro Hariyono     | IDN  | 4:01,16  |
| 12    | Daham Najim Bashir   | QAT  | 4:06,72  |
| 13    | Omar al-Rasheedi     | KWT  | 4:14,88  |
| –     | Muhammad Mustafa     | PAL  | DNS      |
| –     | Mohammed al-Yafaee   | YEM  | DNS      |

### 5000 m
| Platz | Athlet                | Land | Zeit (s) |
| ----- | --------------------- | ---- | -------- |
| 1     | Felix Kibore          | QAT  | 14:07,12 |
| 2     | Ahmad Hassan Abdullah | QAT  | 14:08,66 |
| 3     | Ishaq Isa Abedeen     | BHR  | 14:18,47 |
| 4     | Ali Hasan Mahboob     | BHR  | 14:34,09 |
| 5     | Surendra Singh        | IND  | 14:34,90 |
| 6     | Omid Mehrabi          | IRN  | 14:53,94 |
| 7     | Sunil Kumar           | IND  | 14:57,42 |
| 8     | Lee Du-haeng          | KOR  | 15:07,32 |
| 9     | Denis Bagrew          | KGZ  | 15:07,90 |
| –     | Juri Tschetschun      | KGZ  | DNF      |
| –     | Methkal Abu Drais     | JOR  | DNF      |
| –     | Methkal Abu Drais     | PAL  | DNS      |
| –     | Mugahed al-Omal       | YEM  | DNS      |

### 10.000 m
| Platz | Athlet                | Land | Zeit (s) |
| ----- | --------------------- | ---- | -------- |
| 1     | Ahmad Hassan Abdullah | QAT  | 29:45,95 |
| 2     | Ali Dawoud Sedam      | QAT  | 29:58,33 |
| 3     | Ali Hasan Mahboob     | BHR  | 30:05,12 |
| 4     | Ishaq Isa Abedeen     | BHR  | 30:51,43 |
| 5     | Surendra Singh        | IND  | 31:05,68 |
| 6     | Santosh Kumar Patel   | IND  | 31:16,43 |
| 7     | Omid Mehrabi          | IRN  | 31:19,54 |
| –     | Lee Du-haeng          | KOR  | DNF      |
| –     | Omar Abusaid          | PAL  | DNS      |
| –     | Mahmoud Yauser        | PAL  | DNS      |
| –     | Mohammed al-Juraid    | YEM  | DNS      |

### 110 m Hürden
| Platz | Athlet                   | Land | Zeit (s) |
| ----- | ------------------------ | ---- | -------- |
| 1     | Tasuku Tanonaka          | JPN  | 13,51    |
| 2     | Mohammed al-Thawadi      | QAT  | 13,55    |
| 3     | Wu Youjia                | CHN  | 13,68    |
| 4     | Park Tae-kyong           | KOR  | 13,81    |
| 5     | Kenji Yahata             | JPN  | 13,86    |
| 6     | Ali Hussein al-Zaki      | SAU  | 13,88    |
| 7     | Fawaz al-Shammari        | KWT  | 14,12    |
| 8     | Rohollah Asgari Gandmani | IRN  | 14,20    |

Wind: +5,3 m/s

### 400 m Hürden
| Platz | Athlet              | Land | Zeit (s) |
| ----- | ------------------- | ---- | -------- |
| 1     | Jewgeni Meleschenko | KAZ  | 50,01    |
| 2     | Yōsuke Tsushima     | JPN  | 50,14    |
| 3     | Joseph Abraham      | IND  | 50,28    |
| 4     | Masahira Yoshikata  | JPN  | 50,94    |
| 5     | Gholam Reza Karimi  | IRN  | 51,14    |
| 6     | Idriss al-Housaoui  | SAU  | 51,22    |
| 7     | Kuldev Singh        | IND  | 51,71    |
| 8     | Alexei Pogorelow    | KGZ  | 52,25    |

### 3000 m Hindernis
| Platz | Athlet                | Land | Zeit (s) |
| ----- | --------------------- | ---- | -------- |
| 1     | Ali al-Amri           | SAU  | 8:40,25  |
| 2     | Zakrya Ali Kamil      | QAT  | 8:40,49  |
| 3     | Moustafa Ahmed Shebto | QAT  | 8:47,99  |
| 4     | Omid Mehrabi          | IRN  | 9:11,11  |
| –     | Rene Herrera          | PHL  | DNF      |
| –     | Bashar al-Kufrini     | JOR  | DNF      |
| –     | Khadair Montaser      | PAL  | DNF      |

### 4 × 100 m Staffel
| Platz | Land                | Athletinnen                                                                    | Zeit (s) |
| ----- | ------------------- | ------------------------------------------------------------------------------ | -------- |
| 1     | Thailand            | Taweesak Pooltong Wachara Sondee Sompote Suwannarangsri Sittichai Suwonprateep | 39,34    |
| 2     | Katar               | Saad al-Shahwani Samuel Francis Areef Ibrahim Badar Ibrahim Abdulla al-Waleed  | 39,64    |
| 3     | Volksrepublik China | Wen Yongti Cao Jian Zhang Yuan Liang Jiahong                                   | 39,71    |
| 4     | Indien              | Ritesh Anand Shameer Mon Vilas Neelagund Nagaraj Gobbaragumpi                  | 39,84    |
| 5     | Hongkong            | Tang Yik Chun Lau Yu Leong Wong Ka Chun Chiang Wai Hung                        | 40,59    |
| 6     | Saudi-Arabien       | Yasir al-Nashri Yahya al-Gahes Yahya Habeeb Hamed Hamadan al-Bishi             | 41,05    |
| 7     | Singapur            | Yeo Foo Ee Gary Poh Seng Song Mohammad Amirudin Bin Jamal Calvin Kang Li Loon  | 41,15    |
| 8     | Kuwait              | Saad al-Yahya Saleh al-Hadad Husein al-Youha Mohammad al-Jawhar                | 41,65    |

### 4 × 400 m Staffel
| Platz | Land          | Athletinnen                                                                                        | Zeit (s) |
| ----- | ------------- | -------------------------------------------------------------------------------------------------- | -------- |
| 1     | Saudi-Arabien | Yonas al-Hosah Mohammed Shaween Ismail al-Sabiani Mohammed al-Salhi                                | 3:05,96  |
| 2     | Sri Lanka     | Dulan Priyasu Rohitha Pusup Shivant Weerasuriya Asnaka Jayas                                       | 3:07,29  |
| 3     | Indien        | Sarish Paul Joseph Abraham Mortaja Shake K. M. Mathew                                              | 3:07,94  |
| 4     | Iran          | Gholam Reza Karimi Sajjad Moradi Afekian Mohammad Reza Bouazar                                     | 3:08,64  |
| 5     | Philippinen   | Julius Nierras Erine Canelario Aing Jimar Junrey Bano                                              | 3:11,69  |
| 6     | Kasachstan    | Boris Chämsin Wiktor Leptikow Afekian Mohammad Andrei Agejew                                       | 3:13,80  |
| 7     | Singapur      | Shafiq Kashmiri Khoo Kian Seong Ken Teng Wei Yang Muthukumaran Radhakrishnan                       | 3:14,29  |
| 8     | Malaysia      | Narendran Shanmuganathan Mohd Zafril Mohd Zuslaini Shahadan Jamaludin Muhamad Zaiful Zainal Abidin | 3:15,58  |

### Hochsprung
| Platz | Athlet                | Land  | Höhe (m) |
| ----- | --------------------- | ----- | -------- |
| 1     | Lee Hup Wei           | MYS   | 2,24     |
| 2     | Jean-Claude Rabbath   | LBN   | 2,21     |
| 3     | Satoru Kubota         | JPN   | 2,21     |
| 4     | Hasney Iqeeij         | SAU   | 2,21     |
| 5     | Hari Sankar Roy       | IND   | 2,18     |
| 6     | Tsao Chih-Hao         | TPE   | 2,18     |
| 7     | Kim Jong-pyo          | TPE   | 2,18     |
| 8     | Nguyen Duy Bang       | VNM   | 2,14     |
| 9     | Salem al-Anezi        | KWT   | 2,14     |
| 10    | Zhao Kuansong         | CHN   | 2,14     |
| 11    | Jamal Fakhri al-Qasim | SAU   | 2,10     |
| 12    | Witali Zykunow        | KAZ   | 2,10     |
| 13    | Salem Nasser Bakheet  | BHR   | 2,10     |
| 14    | Majd Eddin Ghazal     | SYR   | 2,10     |
| 15    | Rashid al-Mannai      | QAT   | 2,10     |
| 16    | Choi Hong Fai         | CN-MO | 1,90     |

### Stabhochsprung
| Platz | Athlet                  | Land | Höhe (m) |
| ----- | ----------------------- | ---- | -------- |
| 1     | Mohsen Rabbani          | IRN  | 5,35     |
| 2     | Kim Do-kyun             | KOR  | 5,25     |
| 3     | Takafumi Suzuki         | JPN  | 5,10     |
| 4     | Ali al-Sabagha          | KWT  | 5,00     |
| 5     | Abdulla Ghanim Saeed    | QAT  | 4,80     |
| 6     | Taher al-Zaboon         | JOR  | 4,80     |
| 7     | Mohamed al-Malia Khalaf | SYR  | 4,30     |
| –     | Yang Quan               | CHN  | NM       |
| –     | Masafumi Moribe         | JPN  | NM       |
| –     | Rifat Ortiqov           | UZB  | NM       |

### Weitsprung
| Platz | Athlet                       | Land | Weite (m) |
| ----- | ---------------------------- | ---- | --------- |
| 1     | Mohamed Salman al-Khuwalidi  | SAU  | 8,16      |
| 2     | Saleh al-Haddad              | KWT  | 8,05      |
| 3     | Li Runrun                    | CHN  | 7,84      |
| 4     | Chao Chih-chien              | TPE  | 7,82      |
| 5     | Konstantin Safronow          | KAZ  | 7,77      |
| 6     | Yōhei Sugai                  | JPN  | 7,69      |
| 7     | Joebert Delicano             | PHL  | 7,68      |
| 8     | Li Jinzhe                    | CHN  | 7,62      |
| 8     | Daisuke Arakawa              | JPN  | 7,61      |
| 9     | Marc Habib                   | LBN  | 7,34      |
| 10    | Ali Reza Habibigalankashi    | IRN  | 7,33      |
| 11    | Zafar Iqbal                  | PAK  | 7,28      |
| 12    | Mohamed Syahrul Amri Suhaimi | MYS  | 7,25      |
| 13    | Hussein Abdullah al-Yoha     | KWT  | 7,13      |
| –     | Hussein al-Sabee             | SAU  | DNS       |
| –     | Benigno Marayag              | PHL  | DNS       |

### Dreisprung
| Platz | Athlet                        | Land | Weite (m) |
| ----- | ----------------------------- | ---- | --------- |
| 1     | Renjith Maheshwary            | IND  | 17,19     |
| 2     | Kim Deok-hyeon                | KOR  | 17,00     |
| 3     | Bibu Mathew                   | IND  | 16,64     |
| 4     | Mohammad Hazzory              | SYR  | 16,60     |
| 5     | Mohamed Abdulaziz Hamdi Awadh | QAT  | 16,05     |
| 6     | Mohamed Yusuf Salman          | BHR  | 15,98     |
| 7     | Afshin Dahgri Hemadi          | IRN  | 15,88     |
| 8     | Zafar Iqbal                   | PAK  | 15,57     |

### Kugelstoßen
| Platz | Athlet                   | Land  | Weite (m) |
| ----- | ------------------------ | ----- | --------- |
| 1     | Navpreet Singh           | IND   | 19,70     |
| 2     | Chang Ming-huang         | TPE   | 19,66     |
| 3     | Khalid Habash al-Suwaidi | QAT   | 19,51     |
| 4     | Mehdi Shahrokhi          | IRN   | 18,80     |
| 5     | Ahmad Gholoum            | KWT   | 18,17     |
| 6     | Sourabh Vij              | IND   | 17,49     |
| 7     | Mashari Mohammad         | KWT   | 17,29     |
| 8     | Grigoriy Kamulya         | UZB   | 16,84     |
| 9     | Musaeb al-Momani         | JOR   | 15,88     |
| 10    | Mohamed Amine Kassem     | QAT   | 15,20     |
| 11    | Hou Fei                  | CN-MO | 13,16     |
| 12    | Ma Kam Cheong            | CN-MO | 11,84     |

### Diskuswurf
| Platz | Athlet                 | Land | Weite (m) |
| ----- | ---------------------- | ---- | --------- |
| 1     | Ehsan Hadadi           | IRN  | 65,38     |
| 2     | Rashid Shafi al-Dosari | QAT  | 63,49     |
| 3     | Abbas Samimi           | IRN  | 61,29     |
| 4     | Vikas Gowda            | IND  | 60,91     |
| 5     | Ahmed Mohamed Dheeb    | QAT  | 56,53     |
| 6     | Shigeo Hatakeyama      | JPN  | 56,16     |
| 7     | Musaeb al-Momani       | JOR  | 53,94     |
| –     | Ebrahim al-Foudari     | KWT  | DNS       |
| –     | Mahmed Manisor         | SYR  | DNS       |

### Hammerwurf
| Platz | Athlet                       | Land  | Weite (m) |
| ----- | ---------------------------- | ----- | --------- |
| 1     | Ali Mohamed al-Zankawi       | KWT   | 75,71     |
| 2     | Dilschod Nasarow             | TJK   | 75,70     |
| 3     | Hiroaki Doi                  | JPN   | 70,74     |
| 4     | Lee Yoon-chul                | KOR   | 64,51     |
| 5     | Mohamed Faraj al-Kaabi       | QAT   | 64,0+     |
| 6     | Mohammad al-Jawhar           | KWT   | 63,78     |
| 7     | Nirbhay Singh                | IND   | 62,54     |
| 8     | Arniel Ferrera               | PHL   | 55,47     |
| –     | Hou Fei                      | CN-MO | NM        |
| –     | Khaled Salah Abdelnasr Gomaa | QAT   | DNS       |

### Speerwurf
| Platz | Athlet                 | Land | Weite (m) |
| ----- | ---------------------- | ---- | --------- |
| 1     | Chen Qi                | CHN  | 78,07     |
| 2     | Park Jae-myong         | KOR  | 75,77     |
| 3     | Jung Sang-jin          | KOR  | 70,95     |
| 4     | Rinat Tarzumanov       | UZB  | 70,35     |
| 5     | Muhammad Hussein Irfan | PAK  | 70,03     |
| 6     | Ken Arai               | JPN  | 67,87     |
| 7     | Danilo Fresnido        | PHL  | 67,37     |
| 8     | Firas Zaal al-Mohammed | SYR  | 67,30     |
| 9     | Ivan Zaytsev           | UZB  | 61,14     |

### Zehnkampf
| Platz | Athlet                       | Land | Punkte |
| ----- | ---------------------------- | ---- | ------ |
| 1     | Ahmad Hassan Moussa          | QAT  | 7678   |
| 2     | Hadi Sepehrzad               | IRN  | 7667   |
| 3     | Pawel Wiktorowitsch Andrejew | UZB  | 7484   |
| 4     | P. J. Vinod                  | IND  | 7441   |
| 5     | Kim Kun-woo                  | KOR  | 7354   |
| 6     | Jora Singh                   | IND  | 7024   |
| –     | Pawel Dubizki                | KAZ  | DNF    |
| –     | Vitaliy Smirnov              | UZB  | DNS    |
| –     | Mohammed Jasem al-Qaree      | SAU  | DNS    |

## Frauen

### 100 m
| Platz | Athlet                | Land | Zeit (s) |
| ----- | --------------------- | ---- | -------- |
| 1     | Susanthika Jayasinghe | LKA  | 11,19    |
| 2     | Vũ Thị Hương          | VNM  | 11,33    |
| 3     | Zou Yingting          | CHN  | 11,54    |
| 4     | Buddika Sujani        | LKA  | 11,66    |
| 5     | Tomoko Ishida         | JPN  | 11,69    |
| 6     | Orranut Klomdee       | THA  | 11,72    |
| 7     | Oh Hyung-mi           | KOR  | 11,75    |
| 8     | Saori Kitakaze        | JPN  | 11,76    |

Wind: +3,1 m/s

### 200 m
| Platz | Athlet                | Land | Zeit (s) |
| ----- | --------------------- | ---- | -------- |
| 1     | Susanthika Jayasinghe | LKA  | 22,99    |
| 2     | Buddika Sujani        | LKA  | 23,28    |
| 3     | Vũ Thị Hương          | VNM  | 23,30    |
| 4     | Zou Yingting          | CHN  | 23,48    |
| 5     | Gretta Taslakian      | LBN  | 24,33    |
| 6     | Chen Shu-chuan        | TPE  | 24,58    |
| 7     | Maryam Tousi          | IRN  | 25,06    |
| –     | Oh Hyung-mi           | KOR  | DNF      |

Wind: +1,9 m/s

### 400 m
| Platz | Athlet                | Land | Zeit (s) |
| ----- | --------------------- | ---- | -------- |
| 1     | Chitra Soman          | IND  | 53,03    |
| 2     | Asami Tanno           | JPN  | 53,20    |
| 3     | Menaka Wickramasinghe | LKA  | 54,11    |
| 4     | Zhai Lin              | CHN  | 54,17    |
| 5     | Manjit Kaur           | IND  | 54,40    |
| 6     | Marina Masljonko      | KAZ  | 54,76    |
| 7     | Natsumi Watanabe      | JPN  | 56,66    |
| 7     | Maryam Tousi          | IRN  | 1:00,11  |

### 800 m
| Platz | Athlet            | Land | Zeit (s) |
| ----- | ----------------- | ---- | -------- |
| 1     | Trương Thanh Hằng | VNM  | 2:04,77  |
| 2     | Sinimole Paulose  | IND  | 2:06,15  |
| 3     | Ayako Jinnouchi   | JPN  | 2:08,75  |
| 4     | Sushma Devi       | IND  | 2:10,63  |
| 5     | Margarita Mazko   | KAZ  | 2:16,44  |
| 6     | Li Yong           | CHN  | 2:18,13  |
| 7     | Bushra Parveen    | PAK  | 2:23,76  |
| 8     | Kwak Yun-ok       | PRK  | 2:27,36  |
| 9     | Bayan Isam        | JOR  | 2:28,74  |
| 10    | Fathmath Hasma    | MDV  | 2:35,39  |
| 11    | Maryam Toesi      | IRN  | 2:59,04  |

### 1500 m
| Platz | Athlet               | Land | Zeit (s) |
| ----- | -------------------- | ---- | -------- |
| 1     | Sinimole Paulose     | IND  | 4:12,69  |
| 2     | Sara Bakheet Youssef | BHR  | 4:26,21  |
| 3     | Trương Thanh Hằng    | VNM  | 4:26,77  |
| 4     | Mika Yoshikawa       | JPN  | 4:28,85  |
| 5     | Sushma Devi          | IND  | 4:41,29  |
| –     | Baraa Marouane       | JOR  | DNF      |
| –     | Leila Ebrahimi       | IRN  | DNS      |
| –     | Fathmath Hasma       | MDV  | DNS      |

### 5000 m
| Platz | Athlet              | Land | Zeit (s) |
| ----- | ------------------- | ---- | -------- |
| 1     | Kareema Saleh Jasim | BHR  | 16:40,87 |
| 2     | Preeja Sreedharan   | IND  | 16:56,16 |
| 3     | Kim Mi-Gyong        | PRK  | 18:21,32 |
| 4     | Leila Ebrahimi      | IRN  | 18:50,23 |

### 10.000 m
| Platz | Athlet              | Land | Zeit (s) |
| ----- | ------------------- | ---- | -------- |
| 1     | Kareema Saleh Jasim | BHR  | 34:26,39 |
| 2     | Preeja Sreedharan   | IND  | 36:04,54 |
| 3     | Kim Mi-Gyong        | PRK  | 38:29,90 |

### 100 m Hürden
| Platz | Athlet         | Land | Zeit (s) |
| ----- | -------------- | ---- | -------- |
| 1     | Mami Ishino    | JPN  | 13,26    |
| 2     | He Liyuan      | CHN  | 13,31    |
| 3     | Lee Yeon-kyung | KOR  | 13,50    |
| 4     | Moh Siew Wei   | MYS  | 13,68    |
| 5     | Sheena Atilano | PHL  | 13,78    |
| 6     | Fadwa al-Bouza | SYR  | 14,31    |
| 7     | Han Kyong-Ae   | PRK  | 14,96    |
| 8     | Erawati Dedeh  | IND  | 27,73    |

### 400 m Hürden
| Platz | Athlet            | Land | Zeit (s) |
| ----- | ----------------- | ---- | -------- |
| 1     | Satomi Kubokura   | JPN  | 56,74    |
| 2     | Ruan Zhuofen      | CHN  | 57,63    |
| 3     | Galina Pedan      | KGZ  | 59,13    |
| 4     | Ghofrane Mohammad | SYR  | 59,21    |
| 5     | Sayaka Aoki       | JPN  | 59,55    |
| 6     | Abeer al-Hiyari   | JOR  | 1:10,38  |

### 3000 m Hindernis
| Platz | Athlet           | Land | Zeit (s) |
| ----- | ---------------- | ---- | -------- |
| 1     | Zhao Yanni       | CHN  | 10:48,18 |
| 2     | Baraah Awadallah | JOR  | 12:03,04 |
| 3     | Leila Ebrahimi   | IRN  | 12:12,40 |
| 4     | Iman al-Jallad   | SYR  | 13:07,39 |

### 20 km Gehen
| Platz | Athlet               | Land | Zeit (s)  |
| ----- | -------------------- | ---- | --------- |
| 1     | Jiang Qiuyan         | CHN  | 1:36:16,9 |
| 2     | Bai Yanmin           | CHN  | 1:38:10,9 |
| 3     | Swetlana Tolstai     | KAZ  | 1:41:53,0 |
| 4     | Yuan Yu Fang         | MYS  | 1:51:28,0 |
| 5     | Rania Mohamed Othman | SYR  | 1:59:04,3 |

### 4 × 100 m Staffel
| Platz | Land              | Athletinnen                                                               | Zeit (s) |
| ----- | ----------------- | ------------------------------------------------------------------------- | -------- |
| 1     | Thailand          | Sangwan Jaksunin Supavadee Khawpeag Jutamass Tawoncharoen Nongnuch Sanrat | 44,31    |
| 2     | Japan             | Tomoko Ishida Momoko Takahashi Sakie Nobuoka Saori Kitakaze               | 45,06    |
| 3     | Chinesisch Taipeh | Lin Wen-Wen Lin Yi-Chun Chen Shu-chuan Li Chen Yi Ru                      | 46,48    |
| 4     | Hongkong          | Wan Kin Yee Tang Uen Shan Philippa Armentrout Chan Ho Yee                 | 46,75    |
| 5     | Singapur          | Balpreet Kaur Purba Choo Sze-Min Amanda Ann Siao Mei Lee Yan Lin          | 47,78    |
| –     | Jordanien         | –                                                                         | DNS      |

### 4 × 400 m Staffel
| Platz | Land       | Athletinnen                                                           | Zeit (s) |
| ----- | ---------- | --------------------------------------------------------------------- | -------- |
| 1     | Indien     | Mandeep Kaur Manjit Kaur Sini Jose Chitra Soman                       | 3:33,39  |
| 2     | Japan      | Sayaka Aoki Satomi Kubokura Natsumi Watanabe Asami Tanno              | 3:33,82  |
| 3     | Kasachstan | Tatjana Roslanowa Margarita Mazko Anna Gawrjuschenko Marina Masljonko | 3:50,81  |
| 4     | Jordanien  | Abeer al-Hiyari Rania al-Qebali Bara’h Marwan Bayan Isam              | 4:21,61  |

### Hochsprung
| Platz | Athlet               | Land | Höhe (m) |
| ----- | -------------------- | ---- | -------- |
| 1     | Tatjana Jefimenko    | KGZ  | 1,94     |
| 2     | Jekaterina Jewsejewa | KAZ  | 1,91     |
| 3     | Anna Ustinowa        | KAZ  | 1,91     |
| 4     | Miyuki Aoyama        | JPN  | 1,88     |
| 5     | Bùi Thị Nhung        | VNM  | 1,88     |
| 6     | Nadiya Dusanova      | UZB  | 1,88     |
| 7     | Zahra Nabizadeh      | IRN  | 1,75     |
| 8     | Michelle Sng         | SGP  | 1,70     |

### Stabhochsprung
| Platz | Athlet              | Land | Höhe (m) |
| ----- | ------------------- | ---- | -------- |
| 1     | Roslinda Samsu      | MYS  | 4,20     |
| 2     | Rachel Yang Bingjie | SGP  | 3,50     |
| 3     | –                   | –    | –        |
| –     | Li Ling             | CHN  | NM       |

### Weitsprung
| Platz | Athlet            | Land | Weite (m) |
| ----- | ----------------- | ---- | --------- |
| 1     | Olga Rypakowa     | KAZ  | 6,66      |
| 2     | Anju Bobby George | IND  | 6,65      |
| 3     | Chung Soon-ok     | KOR  | 6,60      |
| 4     | Sachiko Masumi    | JPN  | 6,34      |
| 5     | Liu Huahua        | CHN  | 6,33      |
| 6     | Rima Taha         | JOR  | 5,99      |
| 7     | Rahima Sardi      | KGZ  | 5,98      |
| 8     | Ngew Sin Mei      | MYS  | 5,94      |
| 9     | Yang Peishan      | SGP  | 4,91      |

### Dreisprung
| Platz | Athlet         | Land | Weite (m) |
| ----- | -------------- | ---- | --------- |
| 1     | Olga Rypakowa  | KAZ  | 14,69     |
| 2     | Sha Li         | CHN  | 14,0      |
| 3     | Irina Ektowa   | KAZ  | 13,80     |
| 4     | Fumiyo Yoshida | JPN  | 13,31     |
| 5     | Fadwa al-Bouza | SYR  | 12,79     |
| 6     | Rahima Sardi   | KGZ  | 12,75     |
| –     | Shifa Anabtawi | JOR  | NM        |

### Kugelstoßen
| Platz | Athlet              | Land | Weite (m) |
| ----- | ------------------- | ---- | --------- |
| 1     | Liu Xiangrong       | CHN  | 17,65     |
| 2     | Lee Mi-Young        | KOR  | 16,58     |
| 3     | Lin Chia-ying       | KOR  | 16,46     |
| 4     | Zhang Guirong       | SGP  | 15,99     |
| 5     | Juttaporn Krasaeyan | THA  | 15,27     |
| 6     | Hiba Omar           | SYR  | 11,24     |
| –     | Du Xianhui          | SGP  | NM        |

### Diskuswurf
| Platz | Athlet              | Land | Weite (m) |
| ----- | ------------------- | ---- | --------- |
| 1     | Xu Shaoyang         | CHN  | 61,30     |
| 2     | Li Yanfeng          | CHN  | 61,13     |
| 3     | Krishna Poonia      | IND  | 55,38     |
| 4     | Harwant Kaur        | IND  | 52,43     |
| 5     | Li Wen-Hua          | TPE  | 49,83     |
| 6     | Juttaporn Krasaeyan | THA  | 49,79     |
| 7     | Chou Yueh-Ching     | TPE  | 49,28     |
| 8     | Wan Lay Chi         | SGP  | 52,43     |
| –     | Hiba Omar           | SYR  | NM        |

### Hammerwurf
| Platz | Athlet                | Land | Weite (m) |
| ----- | --------------------- | ---- | --------- |
| 1     | Liao Xiaoyan          | CHN  | 60,58     |
| 2     | Kang Na-ru            | KOR  | 57,38     |
| 3     | Huang Chih-feng       | KOR  | 55,37     |
| 4     | Miki Yamashiro        | JPN  | 54,52     |
| 5     | Siti Shahida Abdullah | MYS  | 50,81     |
| 6     | Yurita Ariani Arsyad  | IND  | 47,25     |
| 7     | Loralie Amahit        | PHL  | 46,6      |

### Speerwurf
| Platz | Athlet            | Land | Weite (m) |
| ----- | ----------------- | ---- | --------- |
| 1     | Buoban Pamang     | THA  | 58,35     |
| 2     | Gim Gyeong-ae     | KOR  | 53,01     |
| 3     | Nadeeka Lakmali   | LKA  | 52,59     |
| 4     | Liliya Doʻsmetova | UZB  | 51,34     |
| 5     | Emika Yoshida     | JPN  | 49,98     |
| 6     | Chen Yu-Hsun      | TPE  | 51,34     |
| 4     | Chiu Pei-Lien     | TPE  | 51,34     |

### Siebenkampf
| Platz | Athlet                     | Land | Punkte |
| ----- | -------------------------- | ---- | ------ |
| 1     | Irina Karpowa              | KAZ  | 5617   |
| 2     | Javur Jagadeeshappa Shobha | IND  | 5356   |
| 3     | Sushmitha Singha Roy       | IND  | 5154   |
| 4     | Nguyễn Thị Thu Cúc         | VNM  | 5035   |

## Medaillenspiegel
| Medaillenspiegel | Medaillenspiegel                  | Medaillenspiegel | Medaillenspiegel | Medaillenspiegel | Medaillenspiegel |
| Platz            | Land                              | Gold             | Silber           | Bronze           | Gesamt           |
| ---------------- | --------------------------------- | ---------------- | ---------------- | ---------------- | ---------------- |
| 01               | Volksrepublik China               | 7                | 5                | 4                | 16               |
| 02               | Indien                            | 5                | 5                | 5                | 15               |
| 03               | Indien                            | 5                | –                | –                | 5                |
| 04               | Katar                             | 4                | 7                | 5                | 16               |
| 05               | Japan                             | 4                | 5                | 4                | 13               |
| 06               | Kasachstan                        | 4                | 1                | 5                | 10               |
| 07               | Sri Lanka                         | 3                | 2                | 2                | 7                |
| 08               | Thailand                          | 3                | –                | –                | 3                |
| 09               | Iran                              | 2                | 4                | 3                | 9                |
| 10               | Bahrain                           | 2                | 1                | 2                | 5                |
| 11               | Malaysia                          | 2                | –                | –                | 2                |
| 12               | Vietnam                           | 1                | 1                | 2                | 4                |
| 13               | Kuwait                            | 1                | 1                | –                | 2                |
| 14               | Kirgisistan                       | 1                | –                | 1                | 2                |
| 15               | Republik Korea                    | –                | 7                | 3                | 10               |
| 16               | Chinesisch Taipeh                 | –                | 1                | 3                | 4                |
| 17               | Jordanien                         | –                | 1                | 1                | 2                |
| 18               | Libanon                           | –                | 1                | –                | 2                |
| 18               | Singapur                          | –                | 1                | –                | 2                |
| 18               | Tadschikistan                     | –                | 1                | –                | 2                |
| 21               | Demokratische Volksrepublik Korea | –                | –                | 2                | 2                |
| 22               | Usbekistan                        | –                | –                | 1                | 1                |
| Gesamt           | Gesamt                            | 44               | 44               | 43               | 131              |

### Ergebnisse
- Results, day 1 - Asian Athletics Association (archiviert)
- Results, day 2 - Asian Athletics Association (archiviert)
- Results, day 3 - Asian Athletics Association (archiviert)
- Results, day 4 - Asian Athletics Association (archiviert)
- Results, day 5 - Asian Athletics Association (archiviert)
- Asian Championships – GBR Athletics

### Tägliche Berichte
- Asian Championships – Day One (Memento des Originals vom 3. September 2010 im Internet Archive) In: IAAF.org, 26. Juli 2007. Abgerufen am 6. August 2007 (englisch).
- Asian Championships – Day Two In: IAAF.org, 27. Juli 2007. Abgerufen am 6. August 2007 (englisch).
- Asian Championships – Day Three In: IAAF.org, 28. Juli 2007. Abgerufen am 6. August 2007 (englisch).
- Asian Championships – Day Four (Memento des Originals vom 21. Oktober 2012 im Internet Archive) In: IAAF.org, 29. Juli 2007. Abgerufen am 6. August 2007 (englisch).
- Asian Championships – Final Day In: IAAF.org, 30. Juli 2007. Abgerufen am 6. August 2007 (englisch).